# Немцы в Гондурасе
Немцы в Гондурасе (исп. Alemanes en Honduras), или Германогондурасцы (исп. Germanohondureño) — этническая группа лиц германского происхождения, проживающая на территории Гондураса. Гондурасские немцы оказали значительное влияние на местную экономику. По вероисповеданию — христиане — протестанты и католики. Говорят на немецком и испанском языках. По переписи населения 2014 года численность гондурасских немцев в Гондурасе составляет 562 человека. Живут главным образом в городах Тегусигальпа, Сан-Педро-Сула, Амапала.

## История
Первые немцы, появившиеся на территории современного Гондураса, бывшей в то время частью испанской колониальной империи, были моряки, служившие на флоте испанского короля и императора Священной Римской империи Карла V. В 1821 году Гондурас обрёл независимость. Вскоре после этого в стране был принят закон, обеспечивавший свободную эмиграцию европейцев в новое государство, нуждавшееся в специалистах.
В 1853 году немец Карл фон Шерцер совершил путешествие по американскому континенту, проследовав через Гондурас. Впоследствии он описал своё путешествие в книге.
Президент Хосе Мария Медина провёл через Национальный конгресс Закон об иммиграции от 26 февраля 1866 года, по которому иностранцам, эмигрировавшим в Гондурас, предоставлялись равные права с местными гражданами. В Конституции 1876 года, принятой при президенте Марко Аурелио Сото также отражалась важное значение иммиграции для модернизации и индустриализации государства, стимуляции экспорта продуктов и эксплуатации природных ресурсов. При президенте Луисе Богране 15 июня 1887 года была проведена генеральная перепись населения Республики Гондурас, согласно которой в то время в стране проживало 43 эмигранта-немца. Благодаря политике, проводившейся руководством Гондураса, германские предприниматели инвестировали средства в экономику страны. При президенте Теренсио Эстебане Сьерра-Ромеро, получившем образование в Германской империи, между двумя государствами установились тесные дружественные отношения. Немецкие эмигранты были основателями масонского братства в Гондурасе.
В конце XIX века основателями и владельцами большинства торговых и промышленных предприятий в Гондурасе были немцы. Они селились главном образом на юге и в центре страны. Большая немецкая диаспора существовала в городе Сан-Педро-Сула. Иммиграционный закон 1906 года способствовал основанию эмигрантами семейных торговых домов.
В 1918 году, под давлением США, Гондурас был вынужден объявить войну Германии и конфисковать собственность своих граждан германского происхождения. Однако президент Франциско Бертран Барахона, осуждавший вмешательство США во внутренние дела Гондураса, остановил этот процесс, нанёсший значительный ущерб экономике государства. На юге страны гондурасские немцы обеспечивали работу порта Амапала, способствовали развитию сельского хозяйства и животноводства, производству сахара и пива в Холутеке. Кроме того, кадровые офицеры гондурасской армии, проходили обязательное обучение в германских военно-учебных заведениях.
При президенте Висенте Мехиа-Колиндре в 1929 году был принят новый Закон об иммиграции с тем, чтобы остановить поток эмигрантов арабов, китайцев и африканцев и способствовать увеличению численности эмигрантов-европейцев. Согласно официальной статистике, число эмигрантов из Германии в Гондурас в 1935 году составило 324 человека. Среди них было немало немецких евреев. Так, из 455 эмигрантов-немцев, 95 были немецкими евреями.
13 декабря 1941 года Республика Гондурас объявила войну Третьему рейху и Италии, а ранее 9 декабря того же года принял такое же решение в отношении Японии. Несмотря на то, что не все немцы поддерживали тесные связи с исторической родиной, их имущество было конфисковано, а сами они интернированы в лагеря на территории США.
После окончания Второй мировой войны Гондурас был вынужден пересмотреть свою эмиграционную политику, чтобы стимулировать новую волну эмиграции. Правительство установило дипломатические отношения с ФРГ. С 1990-х немецкие предприниматели снова инвестируют в экономику Гондураса. В настоящее время в обществе признаётся значительный вклад, который немцы внесли в развитие гондурасской экономики (сельское хозяйство, пищевая промышленность), культуры (образование, инженерия, кухня) и политики. В Тегусигальпе действует Немецкий культурный центр.